# أرزية غريفيثية
الأرزية الغريفيثية نوع شجري يتبع جنس الأرزية من الفصيلة الصنوبرية.

## الموطن والانتشار
النبات واطن في الصين والتبت ونيبال.